# Deutsche Leichtathletik-Meisterschaften 1918
Die 20. Deutschen Leichtathletik-Meisterschaften fanden am 25. August 1918 in Berlin statt. Es waren die letzten Leichtathletik-Meisterschaften während des Ersten Weltkriegs. Wie die vier Meisterschaften, die zuvor während des Kriegs stattgefunden hatten, wurden sie mit einer reduzierten Zahl von Disziplinen durchgeführt.

## Medaillengewinner
| Disziplin      | Gold                                     | Leistung    | Silber                              | Leistung   | Bronze                                   | Leistung |
| -------------- | ---------------------------------------- | ----------- | ----------------------------------- | ---------- | ---------------------------------------- | -------- |
| 100 m          | Arthur Schoch (Berliner SC)              | 11,8 s0     | Max Jürgensen (TG in Berlin)        | 11,9 s0    | Arthur Reinhardt (SV St. Georg von 1895) | 11,9 s0  |
| 200 m          | Arthur Reinhardt (SV St. Georg von 1895) | 22,8 s0     | Alex Weider (Frankfurter FV)        |            | Max Jürgensen (TG in Berlin)             |          |
| 400 m          | Hans Skowronnek (Berliner SC)            | 53,8 s0     | Adolph Leber (TV 1860 München)      | 53,9 s0    | Carl Erler (SV St. Georg von 1895)       |          |
| 800 m          | Georg Amberger (Berliner SC)             | 2:02,4 min  | Walter Sorber (SC Victoria Hamburg) | 2:05,4 min | Schmidtsdorff (Charlottenburger TG)      |          |
| 1500 m         | Heinz Erler (Berliner SC)                | 4:21,1 min  | Ernst Lulies (SC Charlottenburg)    |            | Hans Meißner (BV Hohenzollern Merseburg) |          |
| 7500 m         | Jean Kastenholz (Kölner BC 01)           | 25:29,2 min | Carl Krümmel (Altona 93)            |            | Erich Michael (Charlottenburger TG)      |          |
| 110 m Hürden   | Reinhard Wegner (Charlottenburger TG)    | 16,8 s0     | Rudolf Leu (MTV München von 1879)   |            | Hefele (Münchner SC)                     |          |
| Hochsprung     | Carl Schelenz (Berliner TV von 1850)     | 1,75 m      | Hans Liesche (Eimsbütteler TV)      | 1,75 m     | Hans Cloubert (Hallescher FC von 1896)   | 1,70 m   |
| Stabhochsprung | Ludwig Gaim (TSV 1860 München)           | 3,50 m      | Alfred Lehninger (TG in Berlin)     | 3,40 m     | Franz Gerstung (FC Koblenz 1900)         | 3,20 m   |
| Weitsprung     | Willi Dünker (Düsseldorfer TV von 1847)  | 6,41 m      | Josef Schmid (TV 1860 München)      | 6,375 m    | Carl Schelenz (Berliner TV von 1850)     | 6,37 m   |
| Diskuswurf     | Xaver Geyer (TV 1860 München)            | 35,97 m     | Hermann Steer (Svgg Dortmund 95)    | 35,71 m    | Heinz von Kothen (Düsseldorfer SC 99)    | 34,20 m  |
| Kugelstoßen    | Xaver Geyer (TV 1860 München)            | 12,11 m     | Wilhelm Schumann (Kieler MTV 1844)  | 12,01 m    | Hermann Steer (Svgg Dortmund 95)         | 11,27 m  |
| Speerwurf      | Walter Lüdeke (TG Steglitz)              | 48,45 m     | Richard Kahl (VfB Leipzig)          | 46,87 m    | Hugo Krauß (1. FC Nürnberg)              | 46,05 m  |